# Вити, Маттиа
Маттиа Вити (итал. Mattia Viti; род. 24 января 2002, Борго-Сан-Лоренцо, Тоскана) — итальянский футболист, защитник французского клуба «Ницца», выступающий на правах аренды за «Эмполи».

## Клубная карьера
Воспитанник футбольного клуба «Эмполи». С 2019 года стал привлекаться к тренировкам с основным составом. 3 декабря 2019 года впервые попал в заявку на официальный матч в рамках четвертого раунда Кубка Италии с «Кремонезе», но на поле не появился. Первую игру за клуб провёл 30 сентября 2020 года в кубковой встрече с «Ренате», выйдя в стартовом составе. В серии B в течение сезона сыграл в двух встречах. В итоговой турнирной таблице «Эмполи» занял первую строчку и вышел в серию A. Дебютировал в чемпионате Италии 22 сентября во гостевом поединке с «Кальяри».

## Карьера в сборной
Выступал за юношеские сборные Италии разных возрастов. 6 сентября дебютировал в сборной до 20 лет в товарищеском матче против Сербии.

## Клубная статистика
| Выступление      | Выступление      | Выступление      | Лига | Лига | Кубки | Кубки | Конт. кубки | Конт. кубки | Итого | Итого |
| Клуб             | Лига             | Сезон            | Игры | Голы | Игры  | Голы  | Игры        | Голы        | Игры  | Голы  |
| ---------------- | ---------------- | ---------------- | ---- | ---- | ----- | ----- | ----------- | ----------- | ----- | ----- |
| Эмполи           | Серия B          | 2020/21          | 2    | 0    | 3     | 0     | 0           | 0           | 5     | 0     |
| Эмполи           | Серия A          | 2021/22          | 8    | 0    | 1     | 0     | 0           | 0           | 9     | 0     |
| Эмполи           | Итого            | Итого            | 10   | 0    | 4     | 0     | 0           | 0           | 14    | 0     |
| Всего за карьеру | Всего за карьеру | Всего за карьеру | 10   | 0    | 4     | 0     | 0           | 0           | 14    | 0     |